# Alto do Poio-hágó
Az Alto do Poio a spanyolországi Camino de Santiago zarándokúton található 1337 méter tszf. magasságban fekvő közúti hágó. Közigazgatásilag a galiciai Lugo tartományban, a Jakab-úton fekvő Padornelo település határában található. Manapság az Alto do Poion egy Szüzmária tiszteletének szentelt kápolna, valamint főleg a zarándokok részére üzemelő vendéglétesítmény és szálláshely található.

## Közlekedés
A Pontferrada felől Lugo város felé haladó N-VI sz. országos közútról, illetve a vele párhuzamosan haladó A6-os autópályáról Pedrafita do Cebreiro településnél leváló - főleg gyalogosforgalmú, a tulajdonképpeni zarándokút halad át a hágón, érinti a hajdani zarándokkórházat (Hospital) és továbbhalad Triacastela, Sarria, Melide, Burres érintésével Santiago felé.